# 慈悲社社区
慈悲社社区（じひしゃしゃく）は、南京市鼓楼区華僑路街道の社区。面積は0.34km。

## 地理
南京市鼓楼区華僑路街道の南部に位置している。

## 歴史
2000年、慈悲社社区が発足。
2007年、明華新村居委会が撤廃し，慈悲社社区に編入。

## 施設
- 金陵ホテル：
- 中心大酒店：
- 南京市不動産交易センター：
- 新華日報：
- 明日大酒店：
- 聯勤部第一幹休所：
- 南京市経済学校：
- 金陵協和神学院：中国プロテスタント・キリスト教の神学校である。1911年に開校した金陵聖経（聖書）学校に始まり、中華人民共和国発足後には1952年に三自愛国運動の影響下で、プロテスタント諸教派の神学校を合同して発足した。当時呉耀宗が指導し、丁光訓主教が長らく校長（総長）を務めた。中国内にはまれにある神学校の頂点に立つ。
- 南京市電教館：
- 南京外事事務所：
- 鼓楼区総工会：
- 鼓楼区文化局：